# Ideaaltheorie
De ideaaltheorie is in de wiskunde de theorie van idealen in commutatieve ringen. Het is de eerdere naam voor het hedendaagse onderwerp van de commutatieve algebra. De naam kwam voort uit de centrale overwegingen, zoals de stelling van Lasker-Noether in de algebraïsche meetkunde en de ideale klassegroep in de algebraïsche getaltheorie, van de commutatieve algebra gedurende het eerste kwartaal van de twintigste eeuw. De term werd vanaf 1930 gebruikt, in navolging van het invloedrijke wiskundige leerboek over de abstracte algebra van Van der Waerden.
De ideaaltheorie in kwestie was gebaseerd op de eliminatietheorie, maar in overeenstemming met de smaak van David Hilbert stapte men af van algoritmische methoden. In de computeralgebra heeft de gröbner-basistheorie deze trend overigens weer gekeerd.
Het belang van het ideaal van een module, meer algemeen dan een ideaal, heeft waarschijnlijk geleid tot het beeld dat de term ideaaltheorie een te enge omschrijving was. De term waarderingstheorie was een belangrijke technische uitbreiding, en deze term werd gebruikt door Helmut Hasse en Oscar Zariski. Bourbaki gebruikte de term commutatieve algebra; soms wordt ook de term lokale algebra toegepast op de theorie van de lokale ringen. D.G. Northcotts werk uit 1953, Ideaal Theory (onder dezelfde titel opnieuw uitgegeven in 2004), is een van de laatste voorkomens van de term ideaaltheorie.